# Тифензее, Вольфганг
Вольфганг Тифензее (нем. Wolfgang Tiefensee; род. 4 января 1955, Гера) — немецкий инженер и политик, министр транспорта, строительства и городского развития (2005—2009).

## Биография
В 1973 году окончил школу, в 1974 году получил профессиональную квалификацию связиста и до 1975 года проходил службу в Национальной народной армии ГДР в качестве «баузольдата» — без оружия, с использованием на строительных и хозяйственных работах. В 1976 году освоил специальность инженера промышленной электроники, в 1982 — строительного инженера и электротехника, в 1990 году получил высшее инженерное образование в Лейпцигской высшей технической школе.
В 1989 году пришёл в политику, участвовал от организации «Демократия сейчас» (Demokratie Jetzt) в работе лейпцигского «круглого стола» в период крушения режима СЕПГ в ГДР. С 1991 года являлся беспартийным членом городского совета во фракции «Альянса 90», занимаясь проблемами образования. В 1995 году вступил в СДПГ, в 1998 году избран обербургомистром Лейпцига и оставался в этой должности до 2005 года (при этом с 2001 года являлся вице-президентом городских и общинных органов представительной власти Саксонии).
В 2003 году безуспешно добивался предоставления Ростоку и Лейпцигу права проведения летних Олимпийских игр 2012 года.
22 ноября 2005 года назначен министром транспорта, строительства и городского развития в первом правительстве Меркель и оставался в его составе до прекращения полномочий кабинета 28 октября 2009 года.
В 2009 году избран в Бундестаг по партийным спискам от Саксонии, 11 декабря 2014 года досрочно сдал мандат.
5 декабря 2014 года получил портфель министра экономики, науки и цифрового общества Тюрингии в кабинете премьер-министра Бодо Рамелова.
11 марта 2018 года 124 из 158 делегатов чрезвычайной партийной конференции в Веймаре проголосовали за избрание Тифензее председателем отделения СДПГ в Тюрингии.